# Veronica Brenner
Veronica Brenner, född den 18 oktober 1974 i Scarborough, Kanada, är en kanadensisk freestyleåkare.
Hon tog OS-silver i damernas hopp i samband med de olympiska freestyletävlingarna 2002 i Salt Lake City.